# غوتينبا (شيزوكا)
مدينة غوتينبا (بالإنجليزية: Gotenba)‏ هي أحد المدن التابعة لمحافظة شيزوكا. تأسست رسميًا في 11/02/1955. ويقدر عدد سكانها بـ 88078 نسمة حسب تقدير مكتب الإحصاء الياباني لعام 2012. تبلغ مساحة غوتينبا 194.63 كم2. بكثافة سكانية تبلغ 453 نسمة/كم2.

## المناخ
يظهر الجدول التالي التغييرات المناخية على مدار السنة لغوتينبا:
| البيانات المناخية لـغوتينبا               | البيانات المناخية لـغوتينبا | البيانات المناخية لـغوتينبا | البيانات المناخية لـغوتينبا | البيانات المناخية لـغوتينبا | البيانات المناخية لـغوتينبا | البيانات المناخية لـغوتينبا | البيانات المناخية لـغوتينبا | البيانات المناخية لـغوتينبا | البيانات المناخية لـغوتينبا | البيانات المناخية لـغوتينبا | البيانات المناخية لـغوتينبا | البيانات المناخية لـغوتينبا | البيانات المناخية لـغوتينبا |
| الشهر                                     | يناير                       | فبراير                      | مارس                        | أبريل                       | مايو                        | يونيو                       | يوليو                       | أغسطس                       | سبتمبر                      | أكتوبر                      | نوفمبر                      | ديسمبر                      | المعدل السنوي               |
| ----------------------------------------- | --------------------------- | --------------------------- | --------------------------- | --------------------------- | --------------------------- | --------------------------- | --------------------------- | --------------------------- | --------------------------- | --------------------------- | --------------------------- | --------------------------- | --------------------------- |
| الدرجة القصوى °م (°ف)                     | 15.3 (59.5)                 | 20.3 (68.5)                 | 22.2 (72.0)                 | 25.5 (77.9)                 | 28.2 (82.8)                 | 32.7 (90.9)                 | 33.7 (92.7)                 | 34.7 (94.5)                 | 33.0 (91.4)                 | 28.4 (83.1)                 | 22.7 (72.9)                 | 20.2 (68.4)                 | 34.7 (94.5)                 |
| متوسط درجة الحرارة الكبرى °م (°ف)         | 7.7 (45.9)                  | 8.1 (46.6)                  | 11.2 (52.2)                 | 16.5 (61.7)                 | 20.4 (68.7)                 | 23.1 (73.6)                 | 26.6 (79.9)                 | 28.4 (83.1)                 | 25.1 (77.2)                 | 20.0 (68.0)                 | 15.1 (59.2)                 | 10.4 (50.7)                 | 17.7 (63.9)                 |
| متوسط درجة الحرارة الصغرى °م (°ف)         | −2.1 (28.2)                 | −1.6 (29.1)                 | 1.6 (34.9)                  | 6.6 (43.9)                  | 11.4 (52.5)                 | 15.6 (60.1)                 | 19.6 (67.3)                 | 20.5 (68.9)                 | 17.1 (62.8)                 | 10.9 (51.6)                 | 5.2 (41.4)                  | 0.2 (32.4)                  | 8.8 (47.8)                  |
| أدنى درجة حرارة °م (°ف)                   | −8.8 (16.2)                 | −12.2 (10.0)                | −8.8 (16.2)                 | −4.8 (23.4)                 | 2.4 (36.3)                  | 8.0 (46.4)                  | 11.3 (52.3)                 | 13.5 (56.3)                 | 7.0 (44.6)                  | 0.9 (33.6)                  | −4.8 (23.4)                 | −7.7 (18.1)                 | −12.2 (10.0)                |
| الهطول مم (إنش)                           | 102.7 (4.04)                | 127.9 (5.04)                | 257.7 (10.15)               | 242.6 (9.55)                | 260.5 (10.26)               | 321.7 (12.67)               | 302.3 (11.90)               | 304.3 (11.98)               | 368.2 (14.50)               | 266.5 (10.49)               | 180.5 (7.11)                | 84.4 (3.32)                 | 2٬819٫1 (110.99)            |
| ساعات سطوع الشمس الشهرية                  | 165.3                       | 149.4                       | 144.5                       | 161.6                       | 143.0                       | 103.5                       | 116.4                       | 154.2                       | 117.5                       | 130.2                       | 146.8                       | 166.5                       | 1٬700٫7                     |
| المصدر #1: وكالة الأرصاد الجوية اليابانية |                             |                             |                             |                             |                             |                             |                             |                             |                             |                             |                             |                             |                             |
| المصدر #2: Japan Meteorological Agency    |                             |                             |                             |                             |                             |                             |                             |                             |                             |                             |                             |                             |                             |

## توأمة
لغوتينبا (شيزوكا) اتفاقيات توأمة مع:
- بيفيرتون

## أعلام
- تاكويا كوروساوا
- كينيو هوريوتشي
- غينكي مياوتشي